# Aruba Airlines

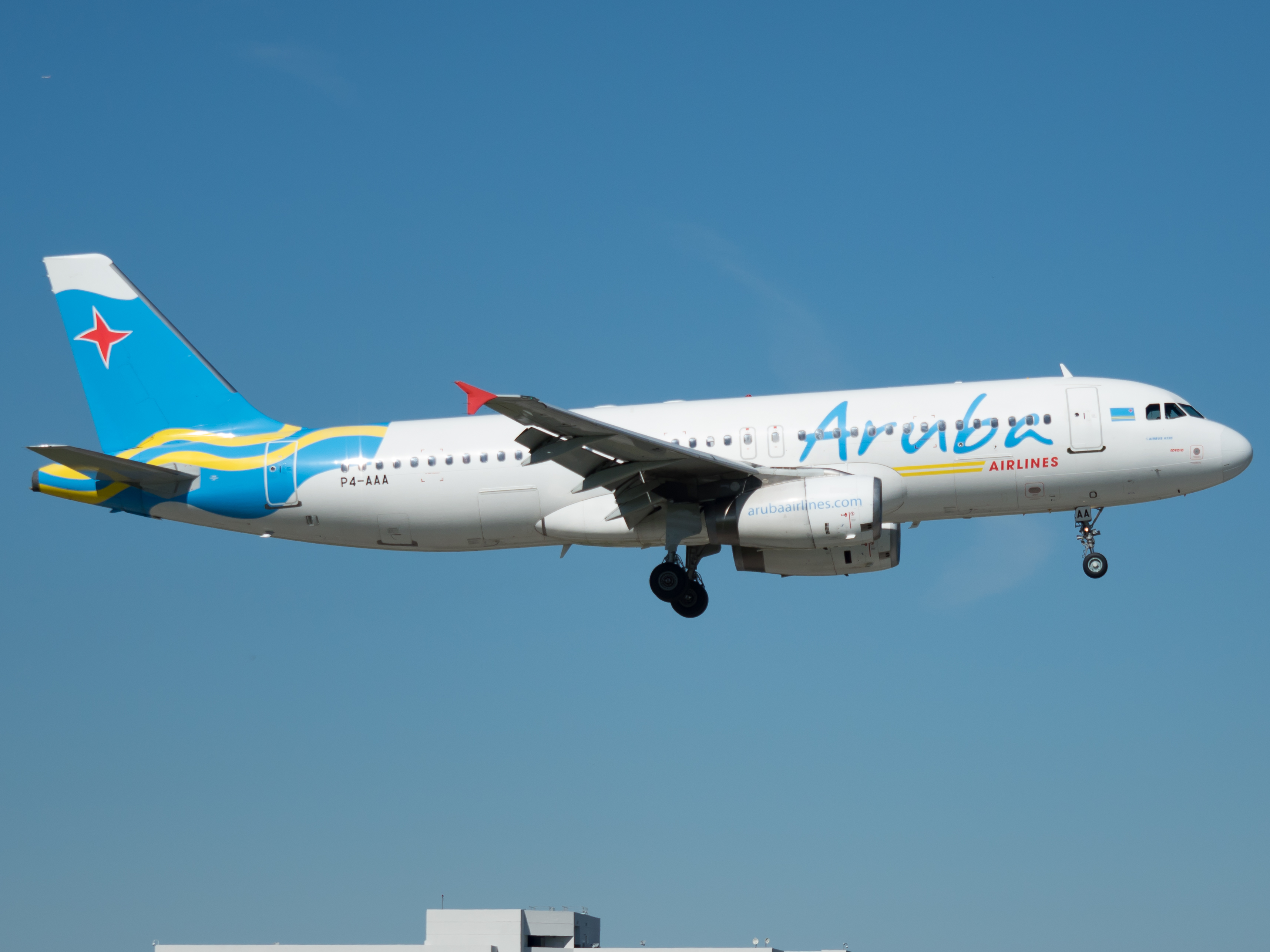
Airbus A320-232 авиакомпании Aruba Airlines в международном аэропорту Майами

Arubaanse Luchtvaart Maatschappij N.V., действующая как Aruba Airlines, — небольшая авиакомпания Арубы со штаб-квартирой в Ораньестаде
.
Портом приписки компании является международный аэропорт имени королевы Беатрикс.

## История и общие сведения
Авиакомпания была основана в 2006 году. В 2010 году стала заниматься чартерными перевозками, флот состоял из одного семиместного самолёта Piper PA-31 Navajo.
В начале 2011 года компания привлекла частных инвесторов, что позволило модернизировать флот реактивными лайнерами. В августе следующего года авиакомпания получила сертификат эксплуатанта с разрешением на перевозку пассажиров в экономическом классе, после чего взяла в лизинг два самолёта Airbus A320 с салонами на 150 пассажирских мест каждый. Первый лайнер был доставлен в ноябре 2012 года.
В конце 2012 года Aruba Airlines начала чартерные перевозки, а в следующем году открыла и регулярные маршруты в Маракайбо, Венесуэлу и Панаму.
В 2017 году руководство авиакомпании планировала расширить географию полётов, а именно в Буэнос-Айрес и Нью-Йорк.

## Маршрутная сеть
По состоянию на декабрь 2019 года Aruba Airlines выполняет рейсы по следующим направлениям::
| Страна                   | Город                    | Аэропорт                                       | Примечание  |
| ------------------------ | ------------------------ | ---------------------------------------------- | ----------- |
| Аруба                    | Ораньестад               | Международный аэропорт имени королевы Беатрикс | Хаб         |
| Бонайре                  | Кралендейк               | Flamingo International Airport                 |             |
| Колумбия                 | Барранкилья              | Ernesto Cortissoz International Airport        |             |
| Колумбия                 | Медельин                 | Медельин Кордова (аэропорт)                    |             |
| Колумбия                 | Риоача                   | Риоача (аэропорт)                              |             |
| Куба                     | Гавана                   | Международный аэропорт имени Хосе Марти        | Чартерный   |
| Кюрасао                  | Виллемстад               | Curaçao International Airport                  |             |
| Доминиканская Республика | Санто-Доминго            | Las Américas International Airport             | Прекращено  |
| Гайана                   | Джорджтаун               | Международный аэропорт Чедди Джаган            | Чартерный   |
| Панама                   | Панама-Сити              | Международный аэропорт Токумен                 | Прекращено  |
| Синт-Мартен              | Филипсбург (Синт-Мартен) | Аэропорт Принцессы Юлианы                      | Планируемый |
| Тринидад и Тобаго        | Порт-оф-Спейн            | Piarco International Airport                   | Чартерный   |
| США                      | Майами                   | Майами (аэропорт)                              |             |
| Венесуэла                | Маракайбо                | La Chinita International Airport               | Прекращено  |
| Венесуэла                | Маракай                  | Mariscal Sucre Airport                         | Прекращено  |
| Венесуэла                | Валенсия                 | Arturo Michelena International Airport         | Прекращено  |

## Флот

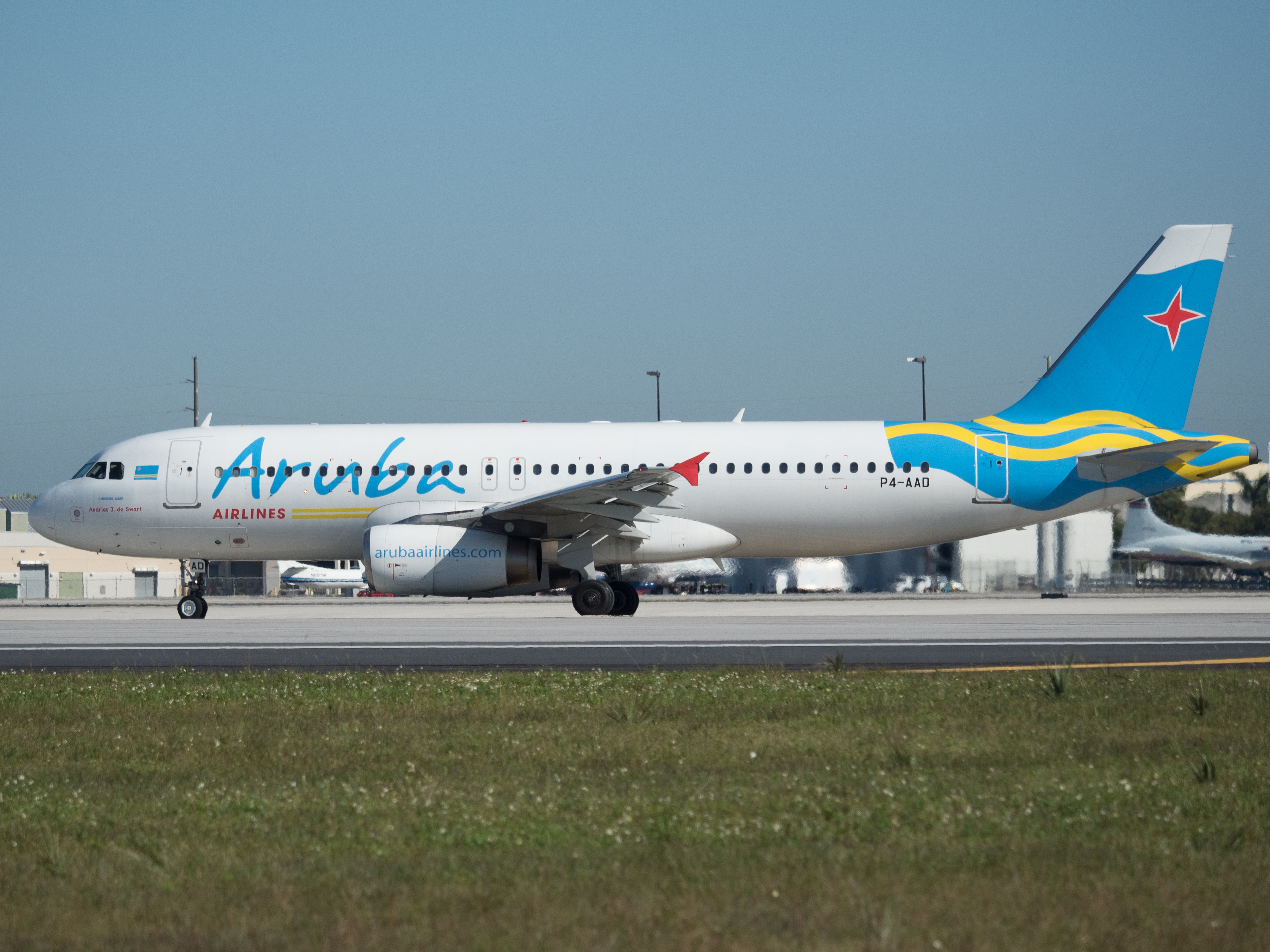
Airbus A320-232 авиакомпании Aruba Airlines в международном аэропорту Майами

В августе 2021 года воздушный флот авиакомпании Aruba Airlines состав:
| Тип самолёта    | В эксплуатации | Заказано | Пассажирских мест | Пассажирских мест | Пассажирских мест | Примечания |
| Тип самолёта    | В эксплуатации | Заказано | Бизнес-класс      | Экономический     | Всего             | Примечания |
| Airbus A320-200 | 1              | 0        | 12                | 138               | 150               | 15 лет     |
| Airbus A321-200 | 1              | 0        |                   |                   |                   | 14 лет     |
| Всего           | 2              | 0        |                   |                   |                   |            |